# Шамари
Шама́ри (рос. Шамары) — селище у складі Шалинського міського округу Свердловської області.
Населення — 3398 осіб (2010, 3665 2002).
До 21 липня 2004 року селище мало статус селища міського типу.